# Národní univerzita Sunjatsen
Národní univerzita Sunjatsen čínsky znaky tradiční 國立中山大學) je veřejná výzkumná univerzita se sídlem v Sizihwanu, Kao-siung, Tchaj-wan. Univerzita je zařazena mezi šest národních výzkumných univerzit a patří mezi čtyři univerzity, které tvoří Taiwan Comprehensive University System – alianci výzkumně orientovaných univerzit v Tchaj-wanu.
V současnosti je univerzita organizována do deseti fakult, z nichž dvě jsou fakulty zaměřené na klíčové národní obory, a zároveň obsahuje značné množství výzkumných ústavů. NSYSU je známá svými politickými a obchodními vztahy; její akademičtí pracovníci a zaměstnanci působí jako byrokraté a experti na nevládní organizace, čímž udržují úzké kontakty s představiteli průmyslu a vládních institucí. NSYSU hostí Centrum Evropská unie, Centrum pro Ameriku a Centrum pro japonská studia.